# Call of Duty: Modern Warfare 2
Modern Warfare 2 er navnet på et videospil fra spiludvikleren Infinity Ward. Spillet er opfølgeren til det prisbelønnede og Call of Duty 4: Modern Warfare, som udkom i 2007. Spillet er et first-person shooter og foregår i moderne omgivelser, som titlen også fortæller. Spillet indeholder, ligesom sin forgænger, både en singleplayer og en multiplayer del. Spillet udkom i efteråret 2009. Modern Warfare 2 efterfølgeren til Call of Duty 4: Modern Warfare, og vil fortsætte spillets historie 5 år efter 1'eren.

## Plot
Endnu en gang har de russiske ultranationalister en stor rolle i spillet. Da den tidligere leder af ultranationalisterne, Imran Zakhaev, bliver dræbt af det britiske SAS-hold (Special Air Service), overtager Zakhaevs tidligere allierede: Vladimir Makarov. Makarov er en brutal leder, der før blev holdt i skak af Zakhaev selv, da selv Zakhaev mente at hans planer var for sindssyge. Makarov igangsætter en række begivenheder, der truer den globale sikkerhed. Derfor sendes Task Force 141 (en gruppe bestående af de bedste soldater) af sted for at stoppe Makarov. Task Force 141 bliver sendt til bjergene i Kasakhstan for at finde ultranationalisternes hemmelige base. Efter at have detoneret en stor mængde sprængstoffer, flygter holdet på snescootere. Holdet bliver senere sendt til både Rio de Janeiro og Afghanistan i et forsøg på at stoppe Makarov, men holdet bliver vildledt af ukorrekte data og informationer. Ingen kan forudse Makarovs næste træk.
Task Force 141 er en gruppe sammensat af de bedste soldater i verden. I gruppen, finder vi blandt andet en gammel kending: Kaptajn 'Soap' MacTavish (hovedperson i Call of Duty 4). 'Soap' er i Modern Warfare 2 blevet forfremmet og leder hele holdet. Selv spiller man som Sgt. Gary "Roach" Sanderson eller Pvt. James Ramirez, og i tredje sidste bane spiller man Soap'Mac Tavish

## Spilinformationer
En af de første missioner i Modern Warfare 2 blev afsløret på E3 konferencen i starten af Juni. Missionen hedder "Cliffhanger" og foregår i Tian Shan. Missionen viser mange af Modern Warfare 2's nye funktioner da man i både skal bestige klipper og kører på snescootere. En ekstra gameplay-video, fra samme bane, kan ses på IGN.coms hjemmeside. Her kan også ses den første teaser trailer og den første rigtige trailer. Interviews med community manager Robert Bowling kan ses på YouTube: Privat Interview, E3-konference Interview, Endnu et E3-konference Interview. I Juni udgav Game Informer deres månedenlige spilmagasin, der inkluderede ti eksklusive sider med information om det nye Modern Warfare spil. Nyttige information om spillet kan findes på Infinity Wards forum, på følgene link.

## Special Operations
Special Operations er en ny funktion i Modern Warfare-serien. Her finder man de baner der ikke passer ind i historiekampangen, men som lever i ånden af banen Mile High Club, fra Call of Duty 4. Disse baner kan spilles alene eller co-op med en ven.
Disse baner er inddelt i fem separate grupper: Alpha, Bravo, Charlie, Delta og Echo. Hver mission kan spilles på fire forskellige sværhedsgrader: Regular, recruit, Hardened og Veteran. Når spilleren klarer en mission, optjener han stjerner. En stjerne hvis missionen er gennemført på regular, to for hardened, og tre for veteran. Disse stjerner kan så bruge til at låse op for nye Spec Ops missioner. Infinity Ward har meddelt at der i alt er 69 stjerner at optjene, hvilket betyder at der i alt er 23 Spec Ops missioner.
I slutningen af hver mission, vises en statistik over spillernes præstation. Blandt andet hvor mange fjender den individuelle spiller nedlagde, samt den tid der blev brugt.

## Multiplayer
I multiplayer-delen af Modern Warfare 2 har spilleren mulighed for at konstruere sine våben, idet der er flere valgmuligheder end i første spil. Man kan i "Create a class" selv kombinere forskelligt tilbehør og fordele.
Man kan også bestemme sine egne "killstreak rewards", som giver spilleren mulighed for at bestemme, hvilke backups man vil have inde i spillet, når man har dræbt et antal andre spillere. Disse indebærer diverse muligheder, bl.a. et AC-130 Spectre, et styrbart Predator-missil og en Harrier-jet.
De nye baner i Modern Warfare 2 er desuden mere taktiske. Det vil sige, at man bedre kan løbe omkring og bruge taktik og derved have en bedre chance for at overleve, eller nemmere at finde et sted at campe.
Der bruges ikke dedikerede servere, men i stedet bruges der et matchmaking system, som gør at en af spillerne fungerer som server ingame.